# جیم کلارک
جیمز کلارک جونیور مشهور به جیم کلارک (انگلیسی: Jim Clark؛ ۴ مارس ۱۹۳۶ – ۷ آوریل ۱۹۶۸) رانندهٔ فرمول یک اهل اسکاتلند بود. او در سال‌های ۱۹۶۳ و ۱۹۶۵ دو دوره قهرمان مسابقات فرمول یک جهان شد و از اسطوره‌های این ورزش به‌شمار می‌رود.
جیم کلارک در سال ۱۹۶۸ در یک تصادف مسابقه فرمول دو در پیست هوکنهایمرینگ آلمان کشته شد؛ او هنگام مرگ پرافتخارترین اتومبیل‌ران فرمول یک به‌شمار می‌رفت.

## جایگاه‌ها، قهرمانی‌ها و رکوردها
| جایگاه‌های ورزشی     | جایگاه‌های ورزشی                     | جایگاه‌های ورزشی    |
| ------------------- | ----------------------------------- | ------------------ |
| پیشین: گراهام هیل   | جایزه بین‌المللی بی‌آردی‌سی برنده ۱۹۶۳ | پسین: جک برابام    |
| پیشین: جیم مک‌الرث   | ایندیاناپلیس ۵۰۰ تازه‌کار سال ۱۹۶۳   | پسین: جانی وایت    |
| پیشین: گراهام هیل   | قهرمان فرمول یک جهان ۱۹۶۳           | پسین: جان سرتیز    |
| پیشین: جک سیرز      | خودروی تورینگ بریتانیا قهرمان ۱۹۶۴  | پسین: روی پیرپوینت |
| پیشین: ای. جی. فویت | ایندیاناپلیس ۵۰۰ برنده ۱۹۶۵         | پسین: گراهام هیل   |
| پیشین: جان سرتیز    | قهرمان فرمول یک جهان ۱۹۶۵           | پسین: جک برابام    |
| پیشین: بروس مک‌لارن  | سری تازمان قهرمان ۱۹۶۵              | پسین: جکی استوارت  |
| پیشین: جکی استوارت  | سری تازمان قهرمان ۱۹۶۷–۱۹۶۸         | پسین: کریس ایمون   |

| جوایز             | جوایز                    | جوایز           |
| ----------------- | ------------------------ | --------------- |
| پیشین: گراهام هیل | جایزه یادبود هاثورن ۱۹۶۳ | پسین: جان سرتیز |
| پیشین: جان سرتیز  | جایزه بادبود هاثورن ۱۹۶۵ | پسین: جک برابام |

| رکوردها                                        | رکوردها                                                                               | رکوردها                                                         |
| ---------------------------------------------- | ------------------------------------------------------------------------------------- | --------------------------------------------------------------- |
| پیشین: مایک هاثورن ۲۹ سال، ۱۹۲ روز (فصل ۱۹۵۸)  | جوان‌ترین قهرمان رانندگان فرمول یک جهان ۲۷ سال، ۱۸۸ روز (فصل ۱۹۶۳)                     | پسین: امرسون فیتیپالدی ۲۵ سال، ۲۷۳ روز (فصل ۱۹۷۲)               |
| پیشین: خوان مانوئل فانخیو ۲۴ سال (۱۹۵۰ – ۱۹۵۸) | بیشترین پیروزی در گراند پری‌ها ۲۵ پیروزی، بیست و پنجم در جایزه بزرگ آفریقای جنوبی ۱۹۶۸ | پسین: جکی استوارت ۲۷ پیروزی، بیست و ششم در جایزه بزرگ هلند ۱۹۷۳ |